# باولو دياز (لاعب كرة قدم برازيلي)
باولو دياز (بالبرتغالية: Paulo Henrique da Cruz‏) هو لاعب كرة قدم برازيلي في مركز الوسط، ولد في 13 مايو 1988 في بيلو هوريزونتي في البرازيل. لعب مع أتلتيكو باراناينسي ونادي باهيا ونادي جوينفيل ونادي شابيكوينسي ونادي فيرانوبوليس ونادي كروزيرو.

## وصلات خارجية
- باولو دياز (لاعب كرة قدم برازيلي) على موقع قاعدة بيانات كرة القدم.إي يو (الإنجليزية)
- باولو دياز (لاعب كرة قدم برازيلي) على موقع Soccerway.com (الإنجليزية)
- باولو دياز (لاعب كرة قدم برازيلي) على موقع عالم كرة القدم.نت (الإنجليزية)